# Pseudopostega floridensis
Pseudopostega floridensis là một loài bướm đêm thuộc họ Opostegidae và là loài duy nhất được tìm thấy ở miền nam Florida.
Chiều dài cánh trước khoảng 2.4 mm. Adults are mostly white with a variably distinct dark brown dorsal spot on forewing và dark brown apical spot. Con trưởng thành bay vào tháng 6 và tháng 11.